# Englouví
Englouví (Egklouvi) är en ort i Grekland.   Den ligger i prefekturen Lefkas och regionen Joniska öarna, i den centrala delen av landet, 280 km väster om huvudstaden Aten. Englouví ligger 688 meter över havet och antalet invånare är 106. Den ligger på ön Lefkas.
Terrängen runt Englouví är huvudsakligen kuperad, men söderut är den bergig. Englouví ligger uppe på en höjd. Runt Englouví är det ganska glesbefolkat, med 23 invånare per kvadratkilometer. Närmaste större samhälle är Lefkáda, 12,2 km norr om Englouví. 